# USS Thresher (SS-200)
USS Thresher (SS-200) – amerykański okręt podwodny z czasów drugiej wojny światowej typu Tambor. Uzyskał 17 potwierdzonych przez JANAC zatopień, o łącznym tonażu 66 172 ton podczas wojny podwodnej na Pacyfiku.

## Służba operacyjna

### Służba na Atlantyku
Okręt wszedł do służby 27 sierpnia 1940 i po okresie szkolenia został wysłany na próby inżynieryjne i działał wzdłuż Wschodniego Wybrzeża do końca 1940 i w pierwszej połowie 1941, skąd 1 maja wysłano go na Pacyfik do bazy w Pearl Harbor, gdzie dotarł 31 maja 1941.

### Służba na Pacyfiku

#### Pearl Harbor
Krótko przed wybuchem wojny wraz z USS Tautog ćwiczył symulowany patrol wojenny, z którego powracając 7 grudnia o mało co nie został zatopiony przez własny samolot i własne niszczyciele, które podczas trwającego japońskiego nalotu i tuż po nim, wszystkie okręty podwodne poza portem traktowały jako japońskie.
Przez następne lata wojny wykonał wiele patroli bojowych na Pacyfiku, za które otrzymał 15 Gwiazd Bojowych (Battle star) i wyróżnienie Navy Unit Commendation.